# Tovenarij (stripreeks)
Tovenarij (Frans: Sorcelleries) is een stripreeks van scenarist Teresa Valero en tekenaar Juanjo Guarnido. Het is een komische strip over de drie heksen Brygia, Febris en Sortilega die de zorg krijgen over de baby van de hun vijandig gezinde feeën. 

## Albums
Er verschenen van Tovenarij drie albums bij uitgeverij Dargaud.
| Nummer | Titel                                                      | Jaar |
| ------ | ---------------------------------------------------------- | ---- |
| 1      | Het ballet van de oude wijven (Frans: Le Ballet des mémés) | 2008 |
| 2      | En er was feest! (Frans: Que la lumière soit fête!)        | 2009 |
| 3      | Gevaarlijk spel (Frans: Les jeux sont fées!)               | 2012 |